# Martin Stritte

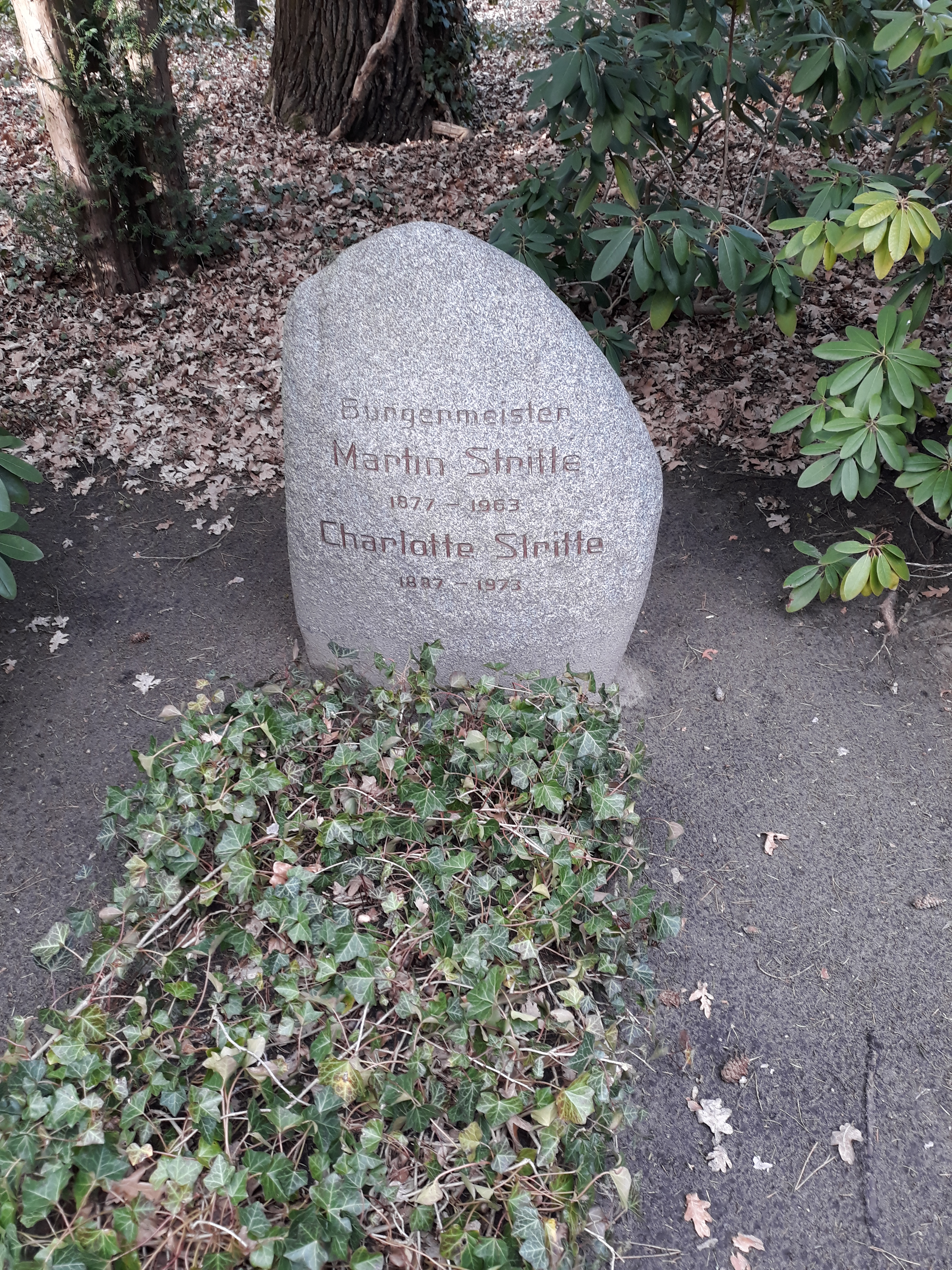
Grab von Martin Stritte und seiner Ehefrau Charlotte auf dem Friedhof In den Kisseln in Berlin

Martin Stritte (* 6. November 1877 in Brandenburg an der Havel; † 8. Juni 1963 in Berlin (West)) war ein deutscher Jurist und liberaler Politiker. Er war erster Landesvorsitzender der LDP Berlin.

## Leben
Stritte, Sohn eines Lehrers, besuchte das Gymnasium in Spandau und studierte nach dem Abitur Rechtswissenschaften und Volkswirtschaft in Freiburg im Breisgau und in Berlin. Während seines Studiums wurde er Mitglied der Landsmannschaft Thuringia Freiburg und 1896 der Landsmannschaft Spandovia Berlin.
Als Referendar war er in den Verwaltungen der Städte Charlottenburg, Spandau und Berlin tätig, nach dem zweiten juristischen Examen als Gerichtsassessor. Er leistete Militärdienst und war Reserveoffizier im 5. Garde-Regiment zu Fuß. 1906 eröffnete er eine Anwaltspraxis. 1908 wurde er besoldeter Stadtrat in Spandau und übernahm dort die Dezernate Krankenhausverwaltung, Hoch- und Tiefbau sowie Armensachen. Von 1913 bis 1920 war er Gemeindevorsteher in Tegel. Nach der Eingemeindung Spandaus nach Groß-Berlin wurde der parteilose Stritte mit den Stimmen von DDP, DVP, DNVP und Zentrum 1921 von der Bezirksverordnetenversammlung zum Bezirksbürgermeister von Spandau gewählt. Dieses Amt bekleidete Stritte bis 1933.
Spandau wuchs in Strittes Amtszeit weiter zu einem Industriebezirk heran. Neben den bestehenden Deutschen Industriewerken und Siemens & Halske entstanden das Osram-Glühlampenwerk und das Groß-Kraftwerk West. Auch der Wohnungsbau nahm unter Stritte einen deutlichen Aufschwung. Über die Grenzen Berlins bekannt wurde Stritte, als er 1929 den Sklarek-Skandal aufdeckte.
Nach 1933 stand Stritte der Hauptprüfungsstelle des Magistrats (Rechnungshof) vor. Während der NS-Diktatur stand er in engem Kontakt zum ehemaligen Oberbürgermeister von Dresden Wilhelm Külz, der seit 1935 in Berlin-Wilmersdorf lebte und dort als Rechtsanwalt arbeitete. Külz pflegte Kontakte zu verschiedenen Widerstandskreisen. In Külz’ Wohnung trafen sich unter anderem Stritte und Waldemar Koch, um über den demokratischen Neuanfang nach dem Zusammenbruch des NS-Regimes und die Neugründung einer liberalen Partei zu beratschlagen.
Im Juli 1945 gehörte Stritte mit Külz zu den Mitbegründern der Liberal-Demokratischen Partei (LDP) in Berlin. Er wurde am 21. September 1945 zum ersten Landesvorsitzenden der LDP Berlin gewählt. Stritte, wie Külz auf einen Ausgleich mit allen Besatzungsmächten bedacht, geriet zunehmend in Widerspruch zu der Gruppe um Carl-Hubert Schwennicke, die forderte, der sowjetischen Besatzungsmacht deutlicher entgegenzutreten. Von der Funktion des Landesvorsitzenden trat Stritte am 14. Februar 1946 zurück, nachdem er eine von Schwennicke initiierte Probeabstimmung im Landesvorstand verloren hatte.
Stritte war verheiratet und hatte zwei Kinder.

## Ehrungen
- Stritte wurde im Ehrenhain der Bürgermeister von Spandau am Nordzaun des Friedhofes In den Kisseln in Berlin-Spandau beigesetzt.
- Nach ihm ist seit November 1968 der Stritteweg in Berlin-Wilhelmstadt benannt.[3]